# Grgur Branković
Grgur Branković (italiano: Gregorio Branković; Vučitrn, 1415 – Monte Athos, 16 ottobre 1459) è stato un nobile serbo, figlio del despota Đurađ Branković.

## Biografia
Nato nel 1415 a Vučitrn, era figlio di Durad Branković, despota di Serbia dal 1427, e di Irene Cantacuzena, principessa bizantina. Aveva tre fratelli, Todor, morto infante, Stefan e Lazar, che divennero entrambi despoti; e due sorelle, Mara, che sposò il sultano ottomano Murad II, e Caterina.
Nel 1439, malgrado il tentativo di scongiurare un'invasione ottomana tramite il matrimonio di Mara nel 1435, Murad II conquistò la Serbia e installò Grgur a Smederevo come governatore vassallo dei territori meridionali. Nell'inverno 1440, Durad attraversò detti territori diretto verso Zeta, insieme alla moglie e diverse centinaia di cavalieri, allo scopo di mobilitare un esercito con cui riconquistare il regno. Di conseguenza, nell'aprile 1441, Grgur fu accusato di tradimento, arrestato e condotto ad Amasya, dove venne accecato prima di essere rimandato da sua madre. Nel 1457, subito dopo la morte del padre, Irene tentò di fuggire a Costantinopoli, conquistata da Mehmed II, figliastro di Mara, per sfuggire al figlio Lazar, portando con sé Grgur, ma fallì e morì qualche mese dopo.
Non si hanno più notizie di Grgur fino al 1458, quando, morti entrambi sia i genitori che il fratello Lazar, tentò di reclamare il trono serbo per sé o per suo figlio Vuk. Sconfitto dal fratello Stefan, si ritirò nel monastero di Hilandar, dove prese i voti col nome di Germanus. Morì lì e vi venne sepolto il 16 ottobre 1459.

## Matrimonio e discendenza
Sebbene le genealogie più antiche lo reputino scapolo, fonti più tarde lo indicano sposato o comunque legato a una donna chiamata Jelisaveta, che potrebbe essere anche la madre di suo figlio, legittimo o meno:
- Vuk Grgurević (1439-1485), despota di Serbia dal 1471 alla sua morte.

## Ascendenza
|                                     |                                      |                                             | Genitori                          |  |  | Nonni |  |  | Bisnonni          |  |  | Trisnonni |  |
|                                     |                                      |                                             |                                   |  |  |       |  |  | Branko Mladenović |  |  | Mladen    |  |
|                                     |                                      |                                             |                                   |  |  |       |  |  | Branko Mladenović |  |  | Mladen    |  |
|                                     |                                      | …                                           |                                   |  |  |       |  |  | Branko Mladenović |  |  |           |  |
| Vuk Branković                       |                                      |                                             |                                   |  |  |       |  |  | Branko Mladenović |  |  |           |  |
|                                     |                                      | …                                           | …                                 |  |  |       |  |  |                   |  |  |           |  |
|                                     |                                      | …                                           | …                                 |  |  |       |  |  |                   |  |  |           |  |
|                                     |                                      | …                                           | …                                 |  |  |       |  |  |                   |  |  |           |  |
| Đurađ Branković, despota di Serbia  |                                      | …                                           |                                   |  |  |       |  |  |                   |  |  |           |  |
|                                     |                                      | Lazar Hrebeljanović, principe di Serbia     | Pribac Hrebeljanović              |  |  |       |  |  |                   |  |  |           |  |
|                                     |                                      | Lazar Hrebeljanović, principe di Serbia     | Pribac Hrebeljanović              |  |  |       |  |  |                   |  |  |           |  |
|                                     |                                      | Lazar Hrebeljanović, principe di Serbia     | …                                 |  |  |       |  |  |                   |  |  |           |  |
| Mara Lazarević                      |                                      | Lazar Hrebeljanović, principe di Serbia     |                                   |  |  |       |  |  |                   |  |  |           |  |
|                                     |                                      | Milica Nemanjić                             | Vratko Nemanjić                   |  |  |       |  |  |                   |  |  |           |  |
|                                     |                                      | Milica Nemanjić                             | Vratko Nemanjić                   |  |  |       |  |  |                   |  |  |           |  |
|                                     |                                      | Milica Nemanjić                             | …                                 |  |  |       |  |  |                   |  |  |           |  |
| Grgur Branković, principe di Serbia |                                      | Milica Nemanjić                             |                                   |  |  |       |  |  |                   |  |  |           |  |
|                                     | Matteo Cantacuzeno, despota di Morea | Giovanni VI Cantacuzeno, basileus dei Romei |                                   |  |  |       |  |  |                   |  |  |           |  |
|                                     | Matteo Cantacuzeno, despota di Morea | Giovanni VI Cantacuzeno, basileus dei Romei |                                   |  |  |       |  |  |                   |  |  |           |  |
|                                     | Matteo Cantacuzeno, despota di Morea | Irene Asanina                               |                                   |  |  |       |  |  |                   |  |  |           |  |
| Teodoro Paleologo Cantacuzeno       | Matteo Cantacuzeno, despota di Morea |                                             |                                   |  |  |       |  |  |                   |  |  |           |  |
|                                     |                                      | Irene Paleologa                             | Demetrio Paleologo                |  |  |       |  |  |                   |  |  |           |  |
|                                     |                                      | Irene Paleologa                             | Demetrio Paleologo                |  |  |       |  |  |                   |  |  |           |  |
|                                     |                                      | Irene Paleologa                             | Teodora Comnena                   |  |  |       |  |  |                   |  |  |           |  |
| Irene Cantacuzena                   |                                      | Irene Paleologa                             |                                   |  |  |       |  |  |                   |  |  |           |  |
|                                     |                                      | Giovanni Uroš, despota di Tessaglia         | Simeon Uroš, despota di Tessaglia |  |  |       |  |  |                   |  |  |           |  |
|                                     |                                      | Giovanni Uroš, despota di Tessaglia         | Simeon Uroš, despota di Tessaglia |  |  |       |  |  |                   |  |  |           |  |
|                                     |                                      | Giovanni Uroš, despota di Tessaglia         | Tommasa d'Epiro                   |  |  |       |  |  |                   |  |  |           |  |
| Elena Ouresina Doucaina             |                                      | Giovanni Uroš, despota di Tessaglia         |                                   |  |  |       |  |  |                   |  |  |           |  |
|                                     |                                      | N. Radoslava                                | Radoslav Hlapen                   |  |  |       |  |  |                   |  |  |           |  |
|                                     |                                      | N. Radoslava                                | Radoslav Hlapen                   |  |  |       |  |  |                   |  |  |           |  |
|                                     |                                      | N. Radoslava                                | …                                 |  |  |       |  |  |                   |  |  |           |  |
|                                     |                                      | N. Radoslava                                |                                   |  |  |       |  |  |                   |  |  |           |  |